# Zipoétès Ier
Zipoétès Ier est le fils et successeur de Bas, dynaste (sous tutelle achéménide) de Bithynie.

## Règne
Zipoétès succède à son père Bas vers 315 av. J.-C..  Mettant à profit les luttes entre les diadoques, il devient indépendant de fait vers 298/297 av. J.-C., après sa victoire sur Lysimaque,. Selon Memnon d'Héraclée, Zipoétès vit 76 ans et règne 48 ans. Il meurt en 279 av. J.-C.

## Postérité
Zipoétés laisse quatre enfants dont son fils aîné Nicomède Ier, qui lui succède.